# 勐海天麻
勐海天麻（学名：Gastrodia menghaiensis），为兰科天麻属下的一个植物种。